# Szamoty (Warszawa)

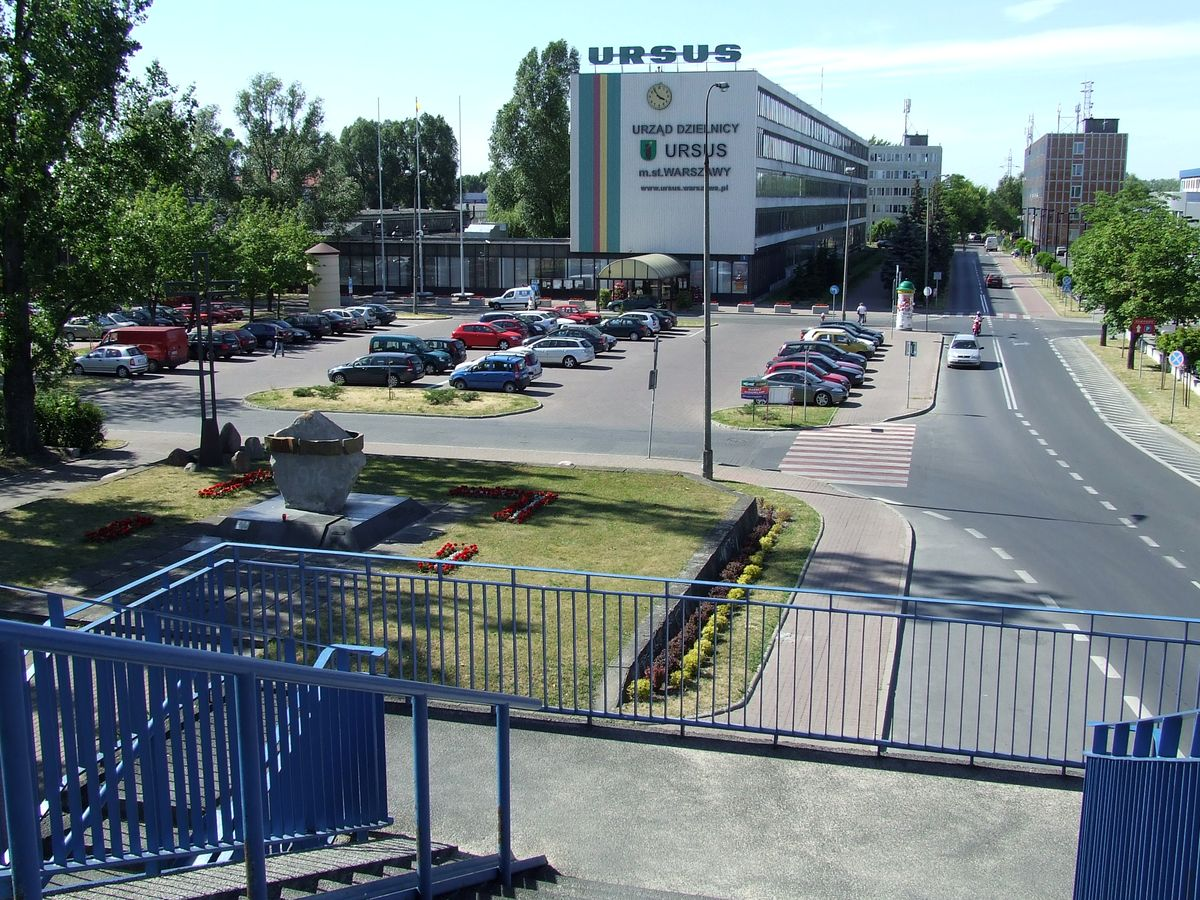
Urząd dzielnicy Ursus w Szamotach

Szamoty – dawna wieś, w latach 1952–1954 część Czechowic, w latach 1954–1977 część miasta Ursus, od 1977 w granicach Warszawy jako obszar MSI w  dzielnicy Ursus.

## Informacje ogólne
Szamoty graniczą:
- od zachodu z Gołąbkami, Niedźwiadkiem.
- od północy z dzielnicami Bemowo, Włochy i powiatem warszawskim zachodnim
- od wschodu z dzielnicą Włochy
- od południa ze Skoroszami

## Historia
Wieś nosiła różne oboczne nazwy: Wojszcze, Wojszczyce (od nazwy osobowej Wojszcz : Wojciech, Wojsław), Bożejki (od n. os. Bożej, derywowanej od imion na Bogu-, Bogo-, takich jak Bogusław); Szwaby (od n. os. Szwab) oraz nazwę Szamoty, od n. os. Samota//Szamota, wykazującej związek z formami na Samo-, takimi jak Samosąd, a także z n. os. Samson (forma Szamoty powstała w wyniku unikania rzekomego mazurzenia i jest hiperpoprawna). W XVI wieku notowana była nazwa zestawiona Szwaby-Bozeje; w XVIII wieku Szwaby-Szamoty, a później utrwaliła się nazwa Szamoty.
Pierwsza wzmianka dotycząca tej wsi pochodzi z 1479 roku. Jej ówczesnymi właścicielami byli: Szwabowie, Stossowie, Płońscy, Bieńkowscy, Zielińscy, Dobietccy, Popławscy i Bucholcowie.
Wieś szlachecka Swabi Bożeje znajdowała się w drugiej połowie XVI wieku w powiecie błońskim ziemi warszawskiej województwa mazowieckiego.
W 1864 roku ukazem cara Aleksandra II dokonano uwłaszczenia następujących chłopów: Schneidera, Szadkowskiego i Wiśniewskiego.
Bardzo ważnym wydarzeniem w życiu wsi było oddanie do użytku Kolei Warszawsko-Kaliskiej, która przecięła północną cześć gruntów wsi Szamoty.
20 października 1932 roku nastąpiło połączenie linii kolejowych warszawsko-kaliskiej z warszawsko-wiedeńską. Trzykilometrowy odcinek torów przeciął wschodnią część pól wsi Szamoty pomiędzy stacjami kolejowymi: Warszawa Gołąbki i Warszawa Włochy.
Za początek końca wsi uważa się rok 1921, gdy dyrekcja zakładów zakupiła od Leona i Antoniego Trębskich oraz Jankowskich około 2 hektarów ziemi pod budowę fabryki należącej do Zakładów Mechanicznych Ursus.
Rozpoczął się okres powolnego wchłaniania wsi przez rozrastającą się fabrykę.
W 1937 roku dyrekcja PZInż podjęła decyzję o budowie kuźni. Przeznaczono na ten cel boisko RKS Ursus, dokupiono jeszcze staw i łąkę Trembskich. Pieniądze wypłacone przez fabrykę poszły częściowo na budowę remizy strażackiej i urzędu gminy w Czechowicach (ul. Rynkowa 8) oraz częściowo na szkołę w Skoroszach.
Tuż po wojnie zakład wykupił gospodarstwo braci Kosińskich. Wybudowano tam dom kultury oraz dwa domy mieszkalne z czerwonej cegły.
W 1952 fabryka rozwijająca się w kierunku północnym przekroczyła Bazaltowy Trakt. Ruch uliczny skierował się ulicami: Jagiełły (wtedy Mickiewicza) i Traktorzystów.
Fabryka coraz bardziej rozrastała się, wykupując coraz więcej terenu od właścicieli, którzy przenosili się do pobliskich Czechowic.
Przez taką politykę na terenie Szamot w samym środku znajdowała się fabryka, a od wschodu (od Włoch) i od zachodu (od Gołąbek) pozostały wybudowane tuż po wojnie baraki mieszkalne, które służyły jako hotele pracownicze. Ostatecznie i one zostały wchłonięte przez zakład, kiedy to w połowie lat 70, została podjęta decyzja o licencyjnej rozbudowie zakładu.
Po likwidacji zakładów Ursus i rozbiórce znajdujących się na ich terenie nieruchomości, po 2020 na Szamotach zrealizowano szereg inwestycji mieszkaniowych. 
Na krańcach Szamot znajdują się dwa przystanki kolejowe: Warszawa Ursus Północny i Warszawa Ursus.

## Inne informacje
Przy ulicy Posag 7 Panien nr 4, znajduje się Sala Zgromadzeń i kompleks Sal Królestwa Świadków Jehowy. 